# Kim Ubin
Kim Ubin (hangul:  김우빈, RR: Kim Woo-bin; 1989. július 16.–) dél-koreai modell és színész, akit 2020-ig a SidusHQ menedzselt.

## Élete és pályafutása
2009-ben kezdődött modellkarrierje, számos alkalommal szerepelt prêt-à-porter bemutatókon és a szöuli divathéten, modellkedett a GUESS-nek, a Loewe-nek és a Porsche-nak.
Kim Ubin művésznéven, 2011-ben kezdett színészettel foglalkozni, a White Christmas című sorozatban és a Vampire Idol című szitkomban. 2012-ben kisebb szerepet kapott az A Gentleman's Dignity című sorozatban, majd a School 2013 című sorozatban szerepelt.
2013-ban szerepet kapott a The Inheritors című sorozatban I Minho és Pak Sinhje oldalán. Ugyanebben az évben forgatta első mozifilmjét, a Friend 2-t.
2013 augusztusától az M! Countdown zenei műsor egyik műsorvezetője volt.
2017 májusában bejelentették, hogy a színésznél orr-garat rákot diagnosztizáltak. A kezelést decemberre fejezte be. 2020 márciusában új ügynöksége, az AM bejelentette, hogy Kim az Alienoid című filmmel tér vissza a filmvászonra. A filmet 2022-ben mutatták be.

## Filmográfia

### Televíziós sorozatok
- White Christmas (KBS2, 2011) - Kang Miru (Kang Mi-reu)
- Cupid Factory (KBS2, 2011) - Roy
- Vampire Idol (MBN, 2011) - Ubin
- A Gentleman's Dignity  (SBS, 2012) - Kim Donghjop (Kim Dong-hyeop)
- To the Beautiful You  (SBS, 2012) - John Kim (vendégszerep, 9-10. rész)[19]
- School 2013 (KBS2, 2012) - Pak Hungszu (Park Heung-soo)
- The Inheritors (SBS, 2013) - Cshö Jongdo (Choi Yong-do)
- Hamburo ethuthage (KBS2, 2016) - Sin Dzsunjong (Shin Joon-young)
- Our Blues (tvN, 2022) - Pak Csongdzsun (Park Jeong-joon)

### Filmek
- Runway Cop (2012) - statiszta
- Friend: The Great Legacy (2013) - Han Szonghun (Han Seong-hun)
- A megtévesztés mesterei (2014) - Csihjok (Ji-hyeok)
- Húsz (2015) - Cshiho (Chi-ho)
- Master (2016) - Pak Csanggun (Park Jang-gun)[20]
- Like Father, Like Son (2021) - narrátor[21]
- Alienoid (2022) - Őr

## Fordítás
- Ez a szócikk részben vagy egészben  a   Kim Woo-bin című angol Wikipédia-szócikk fordításán alapul.  Az eredeti cikk szerkesztőit annak laptörténete sorolja fel. Ez a jelzés csupán a megfogalmazás eredetét és a szerzői jogokat jelzi, nem szolgál a cikkben szereplő információk forrásmegjelöléseként.